# Hydrid
Hydrid är en kemisk förening med väte bundet till ett eller flera andra kemiska ämnen.

## Exempel på hydrider
- Metan (CH4 )
- Vatten (H2O)
- Borhydrid

(Ursprungligen användes termen endast för föreningar som innehöll hydridjoner)